# Uroš Nikolić (basket-ball)
Pour les articles homonymes, voir Uroš Nikolić.
Uroš Nikolić, né le 25 avril 1987 à Kragujevac, est un joueur serbe de basket-ball.

## Palmarès
- Vainqueur du Championnat d'Europe de basket-ball masculin des 20 ans et moins 2007 avec la Serbie